# Liste der Baudenkmale in Lemwerder
In der Liste der Baudenkmale in Lemwerder sind die Baudenkmale der niedersächsischen Gemeinde Lemwerder und ihrer Ortsteile aufgelistet. Der Stand der Liste ist der 17. Mai 2022. Die Quelle der Baudenkmale ist der Denkmalatlas Niedersachsen.

## Allgemein
In den Spalten befinden sich folgende Informationen:
- Lage: die Adresse des Baudenkmales und die geographischen Koordinaten. Kartenansicht, um Koordinaten zu setzen. In der Kartenansicht sind Baudenkmale ohne Koordinaten mit einem roten Marker dargestellt und können in der Karte gesetzt werden. Baudenkmale ohne Bild sind mit einem blauen Marker gekennzeichnet, Baudenkmale mit Bild mit einem grünen Marker.
- Bezeichnung: Bezeichnung des Baudenkmales
- Beschreibung: die Beschreibung des Baudenkmales. Unter § 3 Abs. 2 NDSchG werden Einzeldenkmale und unter § 3 Abs. 3 NDSchG Gruppen baulicher Anlagen und deren Bestandteile ausgewiesen.
- ID: die Objekt-ID des Baudenkmales
- Bild: ein Bild des Baudenkmales, ggf. zusätzlich mit einem Link zu weiteren Fotos des Baudenkmals im Medienarchiv Wikimedia Commons. Wenn man auf das Kamerasymbol klickt, können Fotos zu Baudenkmalen aus dieser Liste hochgeladen werden:

## Altenesch

### Gruppe: Kapelle am Deich
Baudenkmal (Gruppe):

| Lage                       | Bezeichnung      | Beschreibung | ID       | Bild           |
| -------------------------- | ---------------- | ------------ | -------- | -------------- |
| 53° 10′ 4″ N, 8° 36′ 24″ O | Kapelle am Deich |              | 36100931 | Weitere Bilder |

Baudenkmale (Einzeln):

| Lage                                   | Bezeichnung | Beschreibung | ID       | Bild |
| -------------------------------------- | ----------- | ------------ | -------- | ---- |
| Kapellenweg 53° 10′ 4″ N, 8° 36′ 24″ O | Kirche      | St. Marien   | 36120137 | BW   |
| Kapellenweg 53° 10′ 3″ N, 8° 36′ 24″ O | Friedhof    | St. Marien   | 36121290 | BW   |

### Gruppe: Hofanlage Am Hohen Groden 1
Baudenkmal (Gruppe):

| Lage                                        | Bezeichnung                 | Beschreibung | ID       | Bild |
| ------------------------------------------- | --------------------------- | ------------ | -------- | ---- |
| Am Hohen Groden 1 53° 7′ 56″ N, 8° 37′ 4″ O | Hofanlage Am Hohen Groden 1 |              | 36101003 | BW   |

Baudenkmale (Einzeln):

| Lage                                        | Bezeichnung  | Beschreibung | ID       | Bild |
| ------------------------------------------- | ------------ | ------------ | -------- | ---- |
| Am Hohen Groden 1 53° 7′ 57″ N, 8° 37′ 3″ O | Gulfhaus     |              | 36120689 | BW   |
| Am Hohen Groden 1 53° 7′ 57″ N, 8° 37′ 2″ O | Nebengebäude |              | 36120738 | BW   |

### Gruppe: Altenesch, Hofanlage
Baudenkmal (Gruppe):

| Lage                                          | Bezeichnung          | Beschreibung | ID       | Bild |
| --------------------------------------------- | -------------------- | ------------ | -------- | ---- |
| Auf dem Sandfeld 3 53° 7′ 55″ N, 8° 37′ 21″ O | Altenesch, Hofanlage |              | 36100967 | BW   |

Baudenkmale (Einzeln):

| Lage                                          | Bezeichnung              | Beschreibung | ID       | Bild |
| --------------------------------------------- | ------------------------ | ------------ | -------- | ---- |
| Auf dem Sandfeld 3 53° 7′ 55″ N, 8° 37′ 21″ O | Wohn-/Wirtschaftsgebäude |              | 36119426 | BW   |
| Auf dem Sandfeld 3 53° 7′ 54″ N, 8° 37′ 20″ O | Scheune                  | Hallenhaus   | 36119452 | BW   |

### Gruppe: Süderbrooker Kirche
Baudenkmal (Gruppe):

| Lage                       | Bezeichnung         | Beschreibung | ID       | Bild           |
| -------------------------- | ------------------- | ------------ | -------- | -------------- |
| 53° 7′ 39″ N, 8° 37′ 25″ O | Süderbrooker Kirche |              | 36100984 | Weitere Bilder |

Baudenkmale (Einzeln):

| Lage                                       | Bezeichnung | Beschreibung | ID       | Bild |
| ------------------------------------------ | ----------- | ------------ | -------- | ---- |
| Auf dem Strepel 53° 7′ 39″ N, 8° 37′ 25″ O | Kirche      | St. Gallus   | 36120763 | BW   |
| Auf dem Strepel 53° 7′ 39″ N, 8° 37′ 25″ O | Friedhof    |              | 36121314 | BW   |

### Gruppe: Hofanlage Delmenhorster Straße 4
Baudenkmal (Gruppe):

| Lage                                             | Bezeichnung                      | Beschreibung | ID       | Bild |
| ------------------------------------------------ | -------------------------------- | ------------ | -------- | ---- |
| Delmenhorster Straße 4 53° 7′ 0″ N, 8° 38′ 44″ O | Hofanlage Delmenhorster Straße 4 |              | 36101140 | BW   |

Baudenkmale (Einzeln):

| Lage                                              | Bezeichnung              | Beschreibung | ID       | Bild |
| ------------------------------------------------- | ------------------------ | ------------ | -------- | ---- |
| Delmenhorster Straße 4 53° 7′ 0″ N, 8° 38′ 43″ O  | Stall                    |              | 36120428 | BW   |
| Delmenhorster Straße 4 53° 7′ 0″ N, 8° 38′ 43″ O  | Wohn-/Wirtschaftsgebäude |              | 36120379 | BW   |
| Delmenhorster Straße 4 53° 6′ 59″ N, 8° 38′ 44″ O | Scheune                  |              | 36120405 | BW   |

### Gruppe: Hofanlage Ollenstraße 2
Baudenkmal (Gruppe):

| Lage                                     | Bezeichnung             | Beschreibung | ID       | Bild |
| ---------------------------------------- | ----------------------- | ------------ | -------- | ---- |
| Ollenstraße 2 53° 7′ 51″ N, 8° 36′ 34″ O | Hofanlage Ollenstraße 2 |              | 36101020 | BW   |

Baudenkmale (Einzeln):

| Lage                                     | Bezeichnung              | Beschreibung | ID       | Bild |
| ---------------------------------------- | ------------------------ | ------------ | -------- | ---- |
| Ollenstraße 2 53° 7′ 52″ N, 8° 36′ 33″ O | Stall                    |              | 36119403 | BW   |
| Ollenstraße 2 53° 7′ 51″ N, 8° 36′ 33″ O | Wohn-/Wirtschaftsgebäude |              | 36119351 | BW   |
| Ollenstraße 2 53° 7′ 50″ N, 8° 36′ 34″ O | Scheune                  |              | 36119378 | BW   |

### Baudenkmale (Einzeln)
| Lage                                               | Bezeichnung              | Beschreibung                                       | ID       | Bild           |
| -------------------------------------------------- | ------------------------ | -------------------------------------------------- | -------- | -------------- |
| Friedhofstraße 3 53° 10′ 1″ N, 8° 36′ 15″ O        | Wohnhaus                 |                                                    | 36120113 | BW             |
| Am Leuchtturm 53° 9′ 56″ N, 8° 36′ 12″ O           | Leuchtturm               | Altes Oberfeuer Lemwerder („Schwarzer Leuchtturm“) | 36120063 |                |
| Edenbütteler Straße 1 53° 9′ 30″ N, 8° 36′ 33″ O   | Scheune                  |                                                    | 36120218 | BW             |
| Stedinger Straße 53° 9′ 29″ N, 8° 36′ 34″ O        | Kriegerdenkmal           |                                                    | 36120194 | BW             |
| Stedinger Straße 65 53° 9′ 31″ N, 8° 36′ 37″ O     | Wohn-/Wirtschaftsgebäude |                                                    | 36120244 | BW             |
| Tecklenburger Straße 48 53° 8′ 43″ N, 8° 36′ 59″ O | Wohnhaus                 |                                                    | 36119938 | BW             |
| Am Schneiderkrug 7 53° 8′ 21″ N, 8° 35′ 58″ O      | Wohn-/Wirtschaftsgebäude |                                                    | 43706000 | BW             |
| Am Schneiderkrug 3 53° 8′ 17″ N, 8° 36′ 2″ O       | Wohn-/Wirtschaftsgebäude |                                                    | 36120584 | BW             |
| Hauptstraße 10 53° 8′ 0″ N, 8° 37′ 6″ O            | Gulfhaus                 |                                                    | 36119501 | BW             |
| Auf dem Strepel 12 53° 7′ 41″ N, 8° 37′ 24″ O      | Schule                   |                                                    | 36119302 | BW             |
| Hauptstraße 53° 7′ 47″ N, 8° 37′ 36″ O             | Kriegerdenkmal           |                                                    | 36119329 | BW             |
| Nobisstraße 4 53° 7′ 43″ N, 8° 37′ 45″ O           | Wohnhaus                 |                                                    | 36119862 | BW             |
| Nobisstraße 5 53° 7′ 42″ N, 8° 37′ 46″ O           | Wohnhaus                 |                                                    | 36119888 | BW             |
| Weidenweg 53° 7′ 37″ N, 8° 37′ 46″ O               | Straßenpflaster          |                                                    | 36119278 | BW             |
| Delmenhorster Straße 53° 7′ 15″ N, 8° 38′ 19″ O    | Denkmal                  | St.-Veit-Denkmal                                   | 36120295 | Weitere Bilder |
| Delmenhorster Straße 53° 7′ 15″ N, 8° 38′ 20″ O    | Grünanlage               |                                                    | 36120877 | BW             |
| Delmenhorster Straße 2 53° 7′ 3″ N, 8° 38′ 39″ O   | Wohnhaus                 |                                                    | 36119228 | BW             |
| Delmenhorster Straße 2 53° 7′ 3″ N, 8° 38′ 40″ O   | Wohn-/Wirtschaftsgebäude |                                                    | 36120323 | BW             |
| Delmenhorster Straße 3 53° 7′ 2″ N, 8° 38′ 42″ O   | Wohn-/Wirtschaftsgebäude |                                                    | 36120351 | BW             |
| Delmenhorster Straße 6 53° 6′ 57″ N, 8° 38′ 43″ O  | Wohn-/Wirtschaftsgebäude |                                                    | 36120479 | BW             |

## Bardewisch

### Gruppe: Hofanlage Berner Straße 31
Baudenkmal (Gruppe):

| Lage                                       | Bezeichnung                | Beschreibung | ID       | Bild |
| ------------------------------------------ | -------------------------- | ------------ | -------- | ---- |
| Berner Straße 31 53° 8′ 34″ N, 8° 34′ 2″ O | Hofanlage Berner Straße 31 |              | 36101090 | BW   |

Baudenkmale (Einzeln):

| Lage                                       | Bezeichnung              | Beschreibung | ID       | Bild |
| ------------------------------------------ | ------------------------ | ------------ | -------- | ---- |
| Berner Straße 31 53° 8′ 34″ N, 8° 34′ 1″ O | Scheune                  |              | 36119837 | BW   |
| Berner Straße 31 53° 8′ 35″ N, 8° 34′ 3″ O | Wohn-/Wirtschaftsgebäude |              | 36119811 | BW   |

### Gruppe: Hofanlage Berner Straße 29
Baudenkmal (Gruppe):

| Lage                                       | Bezeichnung                | Beschreibung | ID       | Bild |
| ------------------------------------------ | -------------------------- | ------------ | -------- | ---- |
| Berner Straße 29 53° 8′ 32″ N, 8° 34′ 7″ O | Hofanlage Berner Straße 29 |              | 36101106 | BW   |

Baudenkmale (Einzeln):

| Lage                                       | Bezeichnung              | Beschreibung | ID       | Bild |
| ------------------------------------------ | ------------------------ | ------------ | -------- | ---- |
| Berner Straße 29 53° 8′ 33″ N, 8° 34′ 6″ O | Scheune                  |              | 36119787 | BW   |
| Berner Straße 29 53° 8′ 33″ N, 8° 34′ 8″ O | Wohn-/Wirtschaftsgebäude |              | 36119762 | BW   |

### Gruppe: Hofanlage Berner Straße 15
Baudenkmal (Gruppe):

| Lage                                        | Bezeichnung                | Beschreibung | ID       | Bild |
| ------------------------------------------- | -------------------------- | ------------ | -------- | ---- |
| Berner Straße 15 53° 8′ 27″ N, 8° 34′ 25″ O | Hofanlage Berner Straße 15 |              | 36101123 | BW   |

Baudenkmale (Einzeln):

| Lage                                        | Bezeichnung              | Beschreibung | ID       | Bild |
| ------------------------------------------- | ------------------------ | ------------ | -------- | ---- |
| Berner Straße 15 53° 8′ 26″ N, 8° 34′ 24″ O | Scheune                  |              | 36119689 | BW   |
| Berner Straße 15 53° 8′ 27″ N, 8° 34′ 25″ O | Nebengebäude             |              | 36119713 | BW   |
| Berner Straße 15 53° 8′ 27″ N, 8° 34′ 25″ O | Wohn-/Wirtschaftsgebäude |              | 36119663 | BW   |

### Gruppe: Bardewischer Kirche
Baudenkmal (Gruppe):

| Lage                       | Bezeichnung         | Beschreibung | ID       | Bild           |
| -------------------------- | ------------------- | ------------ | -------- | -------------- |
| 53° 8′ 29″ N, 8° 34′ 31″ O | Bardewischer Kirche |              | 36101054 | Weitere Bilder |

Baudenkmale (Einzeln):

| Lage                                          | Bezeichnung | Beschreibung | ID       | Bild |
| --------------------------------------------- | ----------- | ------------ | -------- | ---- |
| Barschlüter Straße 53° 8′ 29″ N, 8° 34′ 32″ O | Kirche      |              | 36119556 | BW   |
| Barschlüter Straße 53° 8′ 29″ N, 8° 34′ 32″ O | Kirchhof    |              | 36119584 | BW   |

### Baudenkmale (Einzeln)
| Lage                                                 | Bezeichnung              | Beschreibung | ID       | Bild |
| ---------------------------------------------------- | ------------------------ | ------------ | -------- | ---- |
| Ritzenbütteler Straße 106 53° 10′ 1″ N, 8° 34′ 53″ O | Wohnhaus                 |              | 36120559 | BW   |
| Ritzenbütteler Straße 94 53° 10′ 0″ N, 8° 35′ 9″ O   | Scheune                  |              | 36120533 | BW   |
| Berner Straße 38 53° 8′ 38″ N, 8° 33′ 51″ O          | Wohn-/Wirtschaftsgebäude |              | 36119965 | BW   |
| Berner Straße 26 53° 8′ 31″ N, 8° 34′ 14″ O          | Wohn-/Wirtschaftsgebäude |              | 36119735 | BW   |
| Berner Straße 53° 8′ 29″ N, 8° 34′ 15″ O             | Grünanlage               |              | 36121091 | BW   |
| Am Rosenkamp 1 C 53° 8′ 31″ N, 8° 34′ 29″ O          | Wohn-/Wirtschaftsgebäude |              | 36119527 | BW   |
| Barschlüter Straße 53° 8′ 28″ N, 8° 34′ 28″ O        | Brücke                   |              | 36119610 |      |
| Bargweg 3 A 53° 8′ 48″ N, 8° 33′ 40″ O               | Wohn-/Wirtschaftsgebäude |              | 36120036 | BW   |